# Rozsnyórudna
Rozsnyórudna (szlovákul: Rudná) község Szlovákiában, a Kassai kerület Rozsnyói járásában.

## Fekvése
Rozsnyótól 3 km-re, nyugatra található.

## Története
A falu 1243 után keletkezett a berzétei uradalom területén, a 13. században, az Ákos nemzetség birtokaként. 1291-ben „Rodna” alakban említik először. Régi bányásztelepülés, 1423-ban pelsőczi Nagy János királyi tárnokmesteré, 1427-től a csetneki Bebek, majd 1430-tól a Perényi, a 15. század végétől pedig a Máriássy család birtoka. 1427-ben 17 portát számláltak a faluban. 1583-tól a falu a töröknek fizetett adót, lakói közül sokan elhagyták házaikat. Határában aranyat, ólmot, később vasat bányásztak. 1773-ban 28 gazdaház és 10 zsellérház állt itt.
A 18. század végén Vályi András így ír róla: „RUDNA. Rudnak. Elegyes falu Gömör Várm. földes Ura Márjásy Uraság, lakosai katolikusok, és másfélék, fekszik Rozsnyóhoz mintegy 1/2 mértföldnyire; földgye közép termékenységű, mellynek harmad része hegyes; legelője elég van, piatza Rozsnyón 1/2 mértföldnyire; fája van mind a’ kétféle; vas bányája a’ saját, vas műhelyei pedig a’ szomszéd határokban vagynak.”
1828-ban 61 házában 515-en laktak, többségben a közeli bányákban dolgoztak, valamint szénégetéssel, fuvarozással foglalkoztak, később a közeli Rozsnyó üzemeiben dolgoztak, emellett mezőgazdasággal is foglalkoztak.
A 19. század közepén Fényes Elek eképpen írja le: „Rudna, Rudnik, magyar falu, Gömör vmegyében, ut. p. Rosnyóhoz 1/2 órányira: 161 kath., 354 ref. lak., kik bányákban dolgoznak, szenet égetnek, fuvaroznak. F. u. a Márjássy nemzetség.”
Borovszky monográfiasorozatának Gömör-Kishont vármegyét tárgyaló része szerint: „Rudna, Rozsnyó közelében fekvő magyar kisközség, 85 házzal és 463 ág. ev. h. vallású lakossal. E község 1291-ben Rodna néven szerepel, de 1331-ben már a mai nevén tűnik fel. 1416-ban a Gömöry család a földesura. 1423-ban pelsőczi Nagy János kir. tárnokmesteré, négy évvel később pedig a Bebek családé, azonban 1430-ban Zsigmond király a Perényieknek adományozza. 1489-ben Máriássy Istvánt iktatják a község birtokába és e család kezén marad a község szakadatlanul. Később a Hámos család is birtokos itt. A XVIII. században Rudnik tót neve is használatos. Lakosai bányászok, szénégetők és fuvarosok voltak. A községben nincs templom. A posta Berzétén van, távírója és vasúti állomása Rozsnyón.”
1920-ig Gömör-Kishont vármegye Rozsnyói járásához tartozott. 1938 és 1945 között újra Magyarország része volt.

## Népessége
| Év:            | 1994. | 2004.   | 2014.   | 2024.   |
| -------------- | ----- | ------- | ------- | ------- |
| Emberek száma: | 759   | 728     | 729     | 703     |
| Eltérés:       |       | -4,08 % | +0,13 % | -3,56 % |

| Év:            | 2023. | 2024.   |
| -------------- | ----- | ------- |
| Emberek száma: | 692   | 703     |
| Eltérés:       |       | +1,58 % |

1880-ban 323 lakosából 269 magyar és 27 szlovák anyanyelvű volt.
1890-ben 351 lakosából 319 magyar és 25 szlovák anyanyelvű volt.
1900-ban 463 lakosából 368 magyar és 87 szlovák anyanyelvű volt.
1910-ben 503 lakosából 358 magyar és 104 szlovák anyanyelvű volt.
1921-ben 604 lakosából 454 magyar és 89 csehszlovák volt.
1930-ban 732 lakosából 375 magyar, 313 csehszlovák, 34 egyéb nemzetiségű és 10 állampolgárság nélküli volt. Ebből 345 római katolikus, 231 evangélikus, 152 református és 4 egyéb vallású volt.
1941-ben 798 lakosából 674 magyar és 67 szlovák volt.
1970-ben 980 lakosából 170 magyar és 809 szlovák volt. 
1980-ban 881 lakosából 316 magyar és 564 szlovák volt. 
1991-ben 755 lakosából 385 magyar és 364 szlovák volt.
2001-ben 768 lakosából 321 magyar és 439 szlovák volt.
2011-ben 745 lakosából 258 magyar és 429 szlovák volt.
2021-ben 704 lakosából 180 (+83) magyar, 516 (+26) szlovák, 1 (+2) cigány, 6 egyéb és 1 ismeretlen nemzetiségű volt.